# Czerniaków

Czerniaków według systemu MSI

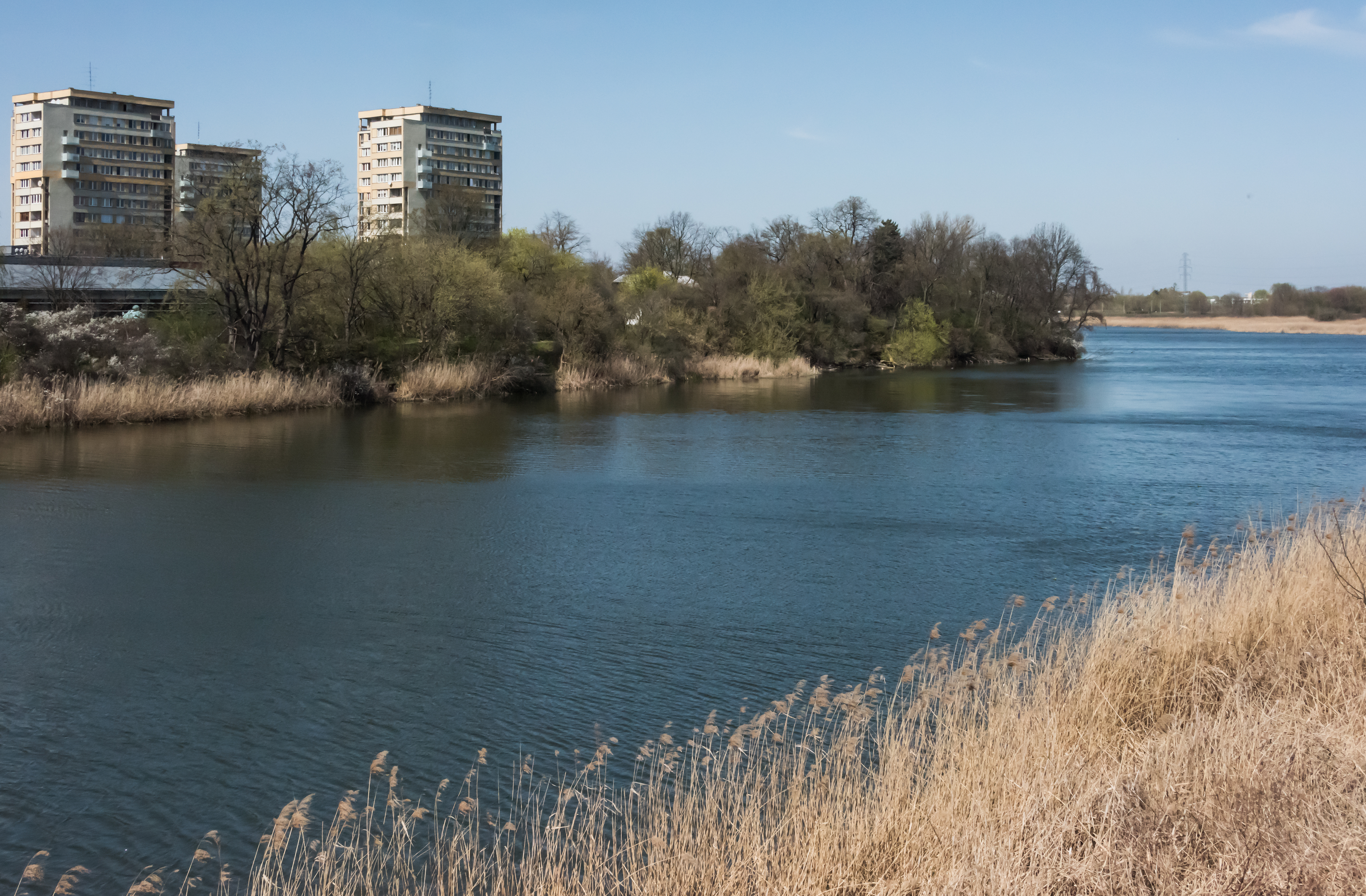
Rezerwat przyrody Jeziorko Czerniakowskie

Czerniaków – dawna wieś, współcześnie część dzielnicy Mokotów i obszar MSI w Warszawie, leżący między skarpą warszawską a korytem Wisły. 
Od północy graniczy z Ujazdowem, od południa z Sadybą. Główną arterią Czerniakowa jest ul. Czerniakowska. Na przedwojennych mapach lokalizowany był w okolicach placu Bernardyńskiego (gdzie znajdował się historyczny środek wsi Czerniaków), z czasem jednak przyjęło się określać tym mianem także tereny na wschód od ulicy Czerniakowskiej – obszar przyporządkowywany do tej pory Siekierkom – uwzględniono to w podziale MSI – niemniej północna część włączona została do rejonu MSI Ujazdów i częściowo Solec (północny fragment Cypla Czerniakowskiego).
Na jego terenie znajduje się między innymi Jeziorko Czerniakowskie. Poza granicami MSI Czerniaków znajdują się:
- Szpital Czerniakowski (w granicach obszaru MSI Sielce),
- Cypel Czerniakowski (rejon MSI Ujazdów i fragmentarycznie w rejonie MSI Solec),
- Port Czerniakowski (rejon MSI Ujazdów),
- zbiornik osadnikowy i Stacja Pomp Rzecznych Czerniakowska (rejon MSI Ujazdów),
- Cmentarz Czerniakowski (rejon MSI Sadyba).

## Opis
Wieś Czerniakowo istniała na tych terenach od średniowiecza i wchodziła w skład parafii soleckiej. Od XIII w. prawdopodobnie znalazła się w obrębie parafii jazdowskiej. Na podstawie niewielkiej powierzchni wsi historycy sądzą, że Czerniakowo wraz z Czarnowem (obecnie Siekierki) i Siedlcami (dzisiejsze Sielce) stanowiły kiedyś całość.
Od Czerniakowa nazwisko rodowe wzięli potomkowie podkomorzego warszawskiego za księcia Janusza Starszego, Hinczy Cedlica, z racji pochodzenia zwanego Ślązakiem (Silesitą). W 1502 roku jego spadkobierca, Hincza Czerniakowski, sprzedał je sąsiadowi, Mikołajowi Milanowskiemu. Areał Czerniakowa wynosił w 1528 roku 6 łanów chełmińskich (włók). W drugiej połowie XVI wieku pracował tam jednokołowy młyn wodny, a Jeziorko Czerniakowskie było wykorzystywane do rybołówstwa.
Czerniaków był wsią szlachecką, która w 1580 znajdowała się w powiecie warszawskim ziemi warszawskiej województwa mazowieckiego.
W XVII wieku wieś stała się własnością wojewody mazowieckiego, Andrzeja Górskiego. Po jego śmierci w 1626 roku należała z kolei do jego spadkobierców oraz do króla, aż w 1683 znalazła się w rękach marszałka wielkiego koronnego Stanisława Herakliusza Lubomirskiego, który m.in. postawił tu szpital (obecny Szpital Czerniakowski). Historia Czerniakowa została zbadana przez XIX-wiecznego historyka, Jana Warmińskiego (Liedera) i opisana w wydanej w 1861 roku książeczce pt: Pamiątka z Czerniakowa, zawierającej m.in. opis popularnych dawniej wśród warszawiaków majowych odpustów czerniakowskich, historii wsi oraz budowy kościoła bernardynów pod wezwaniem św. Antoniego z Padwy.
W drugiej połowie XIX wieku Czerniaków należał do gminy Mokotów w powiecie warszawskim, zaś w strukturze kościoła katolickiego stanowił część parafii Wilanów. W 1904 klasztor czerniakowski został siedzibą filii parafii wilanowskiej, odpowiedzialnej między innymi za prowadzenie ksiąg stanu cywilnego mieszkańców Czerniakowa i okolicznych wsi. W 1909 Czerniaków został wyłączony z gminy Mokotów i włączony w skład gminy Wilanów.
8 kwietnia 1916 generał-gubernator Hans Hartwig von Beseler wydał rozporządzenie włączające z mocą wsteczną od 1 kwietnia 1916 miejscowość Czerniaków, położoną w tamtym czasie w gminie Wilanów, do Warszawy. 16 listopada 1916 Czerniaków został wyłączony z katolickiej parafii Wilanów i wszedł w skład nowej parafii św. Bonifacego z siedzibą w klasztorze czerniakowskim.
24 grudnia 1922 oddano do użytku linię tramwajową łączącą Czerniaków z Wójtówką na Sielcach, zakończoną pętlą na placu Bernardyńskim, stanowiącą przedłużenie dotychczasowej trasy prowadzącej z placu Trzech Krzyży na Wójtówkę. 18 grudnia 1927 linia została ponownie przedłużona na południe do krańca Miasto-Ogród Czerniaków, położonego na terenie powstającej od 1921 osady.
Przed 1939 Czerniaków był jedną z najbiedniejszych części miasta. W gwarze czerniakowskiej Czerniaków i Powiśle były określane jako „Dół”, gdyż aby wydostać się stamtąd do miasta trzeba było iść do góry. Popularyzatorem przedwojennego folkloru czerniakowskiego był Stanisław Grzesiuk.

## Ważniejsze obiekty
- Rezerwat przyrody Jeziorko Czerniakowskie
- osiedle Czerniakowska Wschodnia
- Kościół św. Antoniego z Padwy
- Kopiec Powstania Warszawskiego
- XIX-wieczny drewniany dworek, ul. Bernardyńska 1[18][19]